# Hoopeston
Hoopeston – miasto w Stanach Zjednoczonych, w stanie Illinois, w hrabstwie Vermilion.